# Wolter Westerhues
Wolter Westerhues (* um 1470; † 1548) war ein Münsteraner Glocken- und Geschützgießer und ein Schüler des berühmten niederländischen Glockengießermeisters Gerhard van Wou.

## Leben
Ab 1499 hatte er nachweislich seinen Wohnsitz in Münster. Am 27. Februar 1534 wurden sein Sohn Antonius und er von den Wiedertäufern der Stadt verwiesen, weshalb sie bis zu ihrer Rehabilitation und Rückkehr 1535 im Erzbistum Köln tätig waren.
Westerhues und seine Ehefrau Engele hatten mindestens zwei Söhne und drei Töchter. Nach Engeles Tod heiratete er erneut und starb zwischen 1542 und 1548.

## Werke (Auswahl)
Von seinen 120 heute bekannten Glocken sind noch circa 60 erhalten. Im Folgenden eine Auflistung einiger Beispiele mit Namen, Schlagton und Gussjahr:
| Ort                 | Kirche                      | Gussjahr  | Name                            | Schlagton  |
| ------------------- | --------------------------- | --------- | ------------------------------- | ---------- |
| Münster             | St. Lamberti                | 1497      | Kleine Katharina                | as1        |
| Albersloh           | St. Ludgerus                | 1503      |                                 | es1 f1 g1  |
| Ascheberg           | St. Lambertus               | 1503      | Kleine Katharina                | f1         |
| Bösensell           | St. Johannes Baptist        | 1504      |                                 |            |
| Borghorst           | St. Nikomedes               | 1507      | Große Marienglocke              | d1         |
| Holtwick            | St. Nikolaus                | 1507      | Nikolaus                        | fis1       |
| Münster             | St. Ludgeri                 | 1507      | Maria Ludgerus Katharina        | d1 e1 fis1 |
| Nordhorn            | Alte Kirche am Markt        | 1508      |                                 | c1 e1 d2   |
| St. Hubert (Kempen) | St. Hubertus                | 1508      | Anna                            | g1         |
| Denekamp (NL)       | Katholische Kirche          | 1518 1530 |                                 | c1 d1      |
| Rheine              | St. Dionysius               | 1520      | Salvator Dionysius              | c1 d1      |
| Billerbeck          | St. Johannis                | 1522 1523 | Salvator Johannis               | h0 d1      |
| Linnich             | St. Pankratius (Rurdorf)    | 1526      | Dionysius                       | as1        |
| Münster             | St.-Paulus-Dom              | 1526      | Ludgerus                        | e1         |
| Senden              | St. Laurentius              | 1527      | ehem. Uhrglocke                 | f2         |
| Lippborg            | Ss. Cornelius und Cyprianus | 1527      | Cyprianusglocke Katharinaglocke | fis1 gis1  |
| Senden              | St. Laurentius              | 1528      | Maria                           | es1        |
| Freckenhorst        | St. Bonifatius              | 1533      | Ehemalige Stundenglocke         | des2       |
| Münster             | St. Mauritz                 | 1539      | Klerus                          | a1         |
| Nottuln             | St. Martinus                | 1541      | Johannis                        | cis3       |